# David di Donatello speciale
Il David speciale è un premio che viene assegnato senza regolarità dalla giunta dei David di Donatello ad attori, produttori, registi e altri membri della cinematografia italiana e internazionale.
Inizialmente veniva usato per premiare persone che non rientravano nelle categorie esistenti o interpretazioni di attori giudicate meritevoli pur non essendo state premiate nelle categorie già presenti; in seguito portò alla creazione di diverse nuove categorie, come ad esempio gli interpreti non protagonisti e il regista esordiente.
In anni recenti è stato usato quasi esclusivamente per celebrare la carriera di un artista, tanto da essere definito in alcune occasioni David di Donatello alla carriera.
Secondo l'articolo 31 dello statuto dell'Accademia, la giunta può «assegnare tre David speciali con relativa motivazione ed eventualmente un altro per il miglior operatore nel settore delle industrie tecniche». Il premio viene consegnato durante la cerimonia di premiazione.

## Albo d'oro

### Anni 1960-1969
- 1960:
  - Non assegnato
- 1961:

Claudia Cardinale in La ragazza con la valigia.

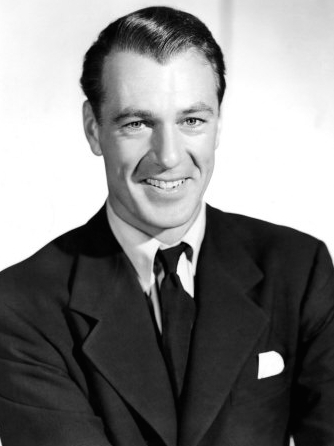
Gary Cooper, David Speciale alla carriera.

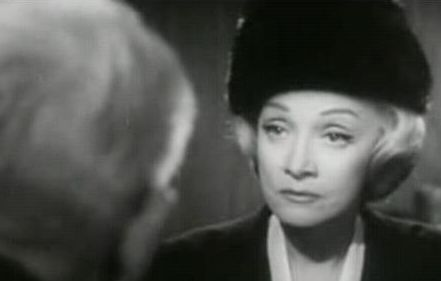
Marlene Dietrich in Vincitori e vinti.

  - Franco Rossi, per la regia di Odissea nuda
  - Claudia Cardinale, per la sua interpretazione in La ragazza con la valigia
  - Gary Cooper, alla carriera
- 1962:
  - Lea Massari, per la sua interpretazione in Una vita difficile e I sogni muoiono all'alba
  - Marlene Dietrich, per la sua interpretazione in Vincitori e vinti
- 1963:
  - Non assegnato
- 1964:
  - Non assegnato
- 1965:
  - Non assegnato
- 1966:
  - Non assegnato
- 1967:
  - Stefano Colagrande e Simone Giannozzi, per la loro interpretazione in Incompreso - Vita col figlio
- 1968:
  - Non assegnato
- 1969:
  - Non assegnato

### Anni 1970-1979
- 1970: 
  - Bruno Vailati, per la regia di Andrea Doria -74
  - Massimo Ranieri e Ottavia Piccolo, per la loro interpretazione in Metello
  - Goldie Hawn, per la sua interpretazione in Fiore di cactus
  - Marlène Jobert, per le sue interpretazioni in L'uomo venuto dalla pioggia e Ultimo domicilio conosciuto
- 1971: 
  - Enrico Maria Salerno, per il suo esordio da regista in Anonimo veneziano
  - Nino Manfredi, per il suo esordio da regista in Per grazia ricevuta
  - Lino Capolicchio, per la sua interpretazione in Il giardino dei Finzi-Contini
  - Mimsy Farmer, per la sua interpretazione in Quando il sole scotta
  - Rai Produzione, per la produzione de I clowns
  - Mario Cecchi Gori, per l'insieme delle sue produzioni
- 1972: 
  - Folco Quilici, per la regia di Oceano
  - Mariangela Melato, per la sua interpretazione in La classe operaia va in paradiso e Mimì metallurgico ferito nell'onore
  - Vanessa Redgrave e Glenda Jackson, per le loro interpretazioni in Maria Stuarda, regina di Scozia
  - Alain Delon, alla carriera.
  - Jean-Louis Trintignant, alla carriera.
- 1973: 
  - Helmut Berger, per la sua interpretazione in Ludwig
  - Al Pacino, per la sua interpretazione ne Il padrino
  - Maria Schneider per le sue interpretazioni in Ultimo tango a Parigi e Cari genitori
  - Henry Fonda, alla carriera.
- 1974: 
  - Liv Ullmann, Ingrid Thulin, Harriet Andersson e Kari Sylwan, per la loro interpretazione in Sussurri e grida
  - Françoise Fabian e Lino Ventura, per la loro interpretazione in Una donna e una canaglia
  - Burt Lancaster, alla carriera.
  - Turi Ferro, alla carriera.
  - Adriana Asti, per la sua versatilità nei ruoli interpretati
  - Goffredo Lombardo, per celebrare il 70º anniversario della Titanus
  - Silvio Clementelli, per i suoi contributi nel cinema come produttore
  - Mario Pesucci, per i suoi contributi nel cinema come distributore
- 1975: 
  - Isabelle Adjani, per la sua interpretazione in Lo schiaffo
  - Pio Angeletti e Adriano De Micheli, per i loro contributi nel cinema come produttori
  - Edmondo Amati, per i suoi contributi nel cinema come produttore e distributore
  - Renato Pozzetto, per il nuovo tipo di umorismo delle sue interpretazioni
  - Fred Astaire, alla carriera.
  - Jennifer Jones, alla carriera.
- 1976: 
  - Non assegnato
- 1977: 
  - Giorgio Ferrara, per la regia di Un cuore semplice
  - Martin Scorsese, per la regia di Taxi Driver
  - Jodie Foster, per la sua interpretazione in Taxi Driver
  - Giuliano Gemma, per la sua interpretazione in Il deserto dei Tartari
  - Angelica Ippolito, per la sua interpretazione in Oh, Serafina!
  - Vincenzo Crocitti e Shelley Winters per la loro interpretazione in Un borghese piccolo piccolo
  - Mosfil'm (URSS), per la produzione di Dersu Uzala - Il piccolo uomo delle grandi pianure
  - Alberto Lattuada, per i suoi contributi nel cinema.
  - Enrico Montesano, per il suo passaggio dal piccolo al grande schermo.
  - Sean Connery, per i suoi contributi nel mondo della recitazione.
  - Diana Ferrara, per i suoi contributi nel mondo del balletto.
  - Teatro Bolscioi di Mosca, per i suoi contributi nel mondo del balletto.
- 1978: 
  - Paolo e Vittorio Taviani, per la regia di Padre padrone
  - Bruno Bozzetto, per la regia di Allegro non troppo
  - Michail Baryšnikov, per le coreografie di Due vite, una svolta
  - Mosfil'm (URSS), per la produzione di Partitura incompiuta per pianola meccanica
  - Neil Simon, per la rappresentazione della società americane nelle sue sceneggiature
- 1979: 
  - Daniele Costantini, per la sua prima regia in Una settimana come un'altra
  - Claudia Weill, per la sua prima regia in Girlfriends
  - Stefano Madia, per la sua interpretazione in Caro papà
  - Romy Schneider, per la sua interpretazione in Una donna semplice
  - Amedeo Nazzari, alla carriera.

### Anni 1980-1989
- 1980: 
  - Carlo Verdone, per il suo esordio in Un sacco bello
  - Enrico Montesano, per le sue interpretazioni in Aragosta a colazione, Il ladrone e Qua la mano
  - Hanna Schygulla, per la sua interpretazione in Il matrimonio di Maria Braun
  - Justin Henry, per la sua interpretazione in Kramer contro Kramer
  - Ray Stark (Produttore), alla carriera
  - Suso Cecchi D'Amico (Sceneggiatrice), alla carriera
- 1981: 
  - Non assegnato
- 1982: 
  - Non assegnato
- 1983: 
  - Marcello Mastroianni, alla carriera
  - Hanna Schygulla, per la sua prestigiosa presenza nel cinema europeo
- 1984: 
  - Titanus
- 1985: 
  - Sandro Pertini, Presidente della Repubblica Italiana
  - Italo Gemini, alla carriera (postumo)
- 1986
  - Francesco Cossiga, Presidente della Repubblica Italiana
  - Nicola Signorello, Sindaco di Roma
  - Giulietta Masina, alla carriera
- 1987: 
  - Elena Daskowa Valenzano
- 1988
  - Giulio Andreotti
- 1989
  - Non assegnato

### Anni 1990-1999
- 1990:
  - Alberto Sordi
- 1991: 
  - Mario Cecchi Gori, alla carriera[2]
  - Mario Nascimbene, alla carriera[2]
  - Alida Valli, alla carriera[2]
  - Vittorio Gassman
- 1992
  - Giuseppe Ieracitano e Valentina Scalici, per la loro interpretazione ne Il ladro di bambini
  - Johnny Stecchino, David speciale della giuria, per il grande successo di critica e di pubblico
- 1993: 
  - Carlo Cecchi, per la sua interpretazione in Morte di un matematico napoletano
- 1994: 
  - Alberto Sordi, alla carriera[2]
  - Stefano Dionisi, per le sue interpretazioni nell'ambito del cinema italiano giovanile
- 1995
  - Milčo Mančevski, per Prima della pioggia. Epica testimonianza della insensata violenza fratricida che insaguina la regione balcanica, stimola a riflettere sia sulla colpevole indifferenza di chi sta a guardare sia sulla disperata impotenza di chi non vuole accettare l'esplodere di una brutalita senza principio
  - Michele Placido, per Un eroe borghese. Con talento e modestia ha percorso il lungo, inconsueto itinerario da attore ad autore realizzando opere di riconosciuto valore narrativo, artistico e di testimonianza civile
  - Vittorio Cecchi Gori, per i suoi ampi e significativi successi produttivi nel corso della stagione cinematografica
  - Aurelio De Laurentiis, per gli importanti primati come distributore nella stagione cinematografica
- 1996: 
  - Vittorio Gassman, alla carriera[2]
  - Gina Lollobrigida, alla carriera[2]
  - Virna Lisi, per il prestigio della sua carriera
  - Rita Rusić, per il numero più alto di film di qualità e di rilievo prodotto nella stagione '95-'96
  - Aurelio De Laurentiis, per l'attenzione e l'impegno imprenditoriale ed aziendale mostrati nelle ultime stagioni cinematografiche che lo hanno visto protagonista dell'industria cinematografica nazionale, ottenendo importanti risultati di mercato attraverso un'elevata redditività e frequenza di pubblico e, al contempo, realizzando significative iniziative produttive e distributive, con particolare attenzione per il cinema italiano ed europeo
  - Giovanni Di Clemente, per il complesso della sua attività nel campo della produzione cinematografica dall'83 ad oggi
- 1997: 
  - Claudia Cardinale, alla carriera[2]
  - Marcello Mastroianni, alla memoria
  - Academy Pictures
  - Il ciclone prodotto da Vittorio Cecchi Gori e Rita Rusić, film italiano con il maggior consenso di pubblico.
- 1998: 
  - Tullio Pinelli, alla carriera[2]
- 1999: 
  - Mauro Bolognini, alla carriera[2]
  - Sophia Loren, alla carriera[2]
  - Alberto Sordi, alla carriera[2]

### Anni 2000-2009
- 2000: 
  - Massimo Boldi e Christian De Sica
  - Leonardo Pieraccioni
  - Vittorio Cecchi Gori
- 2001: 
  - Tony Curtis
  - Martin Scorsese
  - Enzo Verzini
- 2002: 
  - Liza Minnelli
  - Carlo Rambaldi
  - Franco Zeffirelli
- 2003: 
  - Gregory Peck
  - Isabelle Huppert
- 2004: 
  - Goffredo Lombardo
  - Steven Spielberg
- 2005: 
  - Mario Monicelli, alla carriera
  - Dino Risi, alla carriera
  - Cecchi Gori Group
  - Carlo Azeglio Ciampi
  - Tom Cruise
- 2006: Per festeggiare i 50 anni del premio sono stati assegnati 8 premi speciali, i David del Cinquantenario, ai più prestigiosi rappresentanti delle principali categorie della storia del cinema italiano del periodo:
  - Francesco Rosi, per i registi
  - Suso Cecchi D'Amico, per gli sceneggiatori
  - Dino De Laurentiis, per i produttori
  - Gina Lollobrigida, per gli attori
  - Giuseppe Rotunno, per i direttori della fotografia
  - Mario Garbuglia, per gli scenografi
  - Piero Tosi, per i costumisti
  - Ennio Morricone, per i musicisti
- 2007: 
  - Carlo Lizzani, alla carriera[2]
  - Giuliano Montaldo, alla carriera[2]
  - Armando Trovajoli, alla carriera[2]
- 2008: 
  - Luigi Magni, per i suoi ottant'anni compiuti di recente
  - Gabriele Muccino, per i suoi successi negli Stati Uniti come autore e come regista
  - Carlo Verdone, per i suoi primi trent'anni di attività (1978-2008)
  - Cinema italiano
- 2009: 
  - Christian De Sica, per i venticinque anni di ininterrotti successi con i film di Natale
  - Fulvio Lucisano, per i suoi cinquant'anni di produttore
  - Paolo Villaggio, alla carriera
  - Virna Lisi, alla carriera

### Anni 2010-2019
- 2010: 
  - Tonino Guerra, alla carriera
  - Terence Hill, alla carriera
  - Bud Spencer, alla carriera
  - Lina Wertmüller, alla carriera
- 2011: 
  - Claudio Bonivento, alla carriera
  - Ettore Scola, alla carriera
  - Giorgio Napolitano, per celebrare il 150º anniversario dell'unificazione d'Italia
- 2012: 
  - Liliana Cavani, alla carriera
- 2013: 
  - Vincenzo Cerami, alla carriera
- 2014:
  - Marco Bellocchio, alla carriera
  - Carlo Mazzacurati, alla memoria
  - Riz Ortolani, alla memoria
  - Andrea Occhipinti, per il suo impegno nella distribuzione cinematografica
  - Sophia Loren, per la sua interpretazione ne Voce umana di Edoardo Ponti
- 2015:
  - Gabriele Muccino per la regia del film Padri e figlie
- 2016:
  - Gina Lollobrigida, alla carriera
  - Paolo e Vittorio Taviani, alla carriera
- 2017:
  - Roberto Benigni, alla carriera
- 2018:
  - Diane Keaton, alla carriera
  - Stefania Sandrelli, alla carriera
  - Steven Spielberg, alla carriera
- 2019:
  - Tim Burton, alla carriera
  - Uma Thurman
  - Dario Argento
  - Francesca Lo Schiavo

### Anni 2020-2029
- 2020: 
  - Franca Valeri[3], alla carriera
- 2021: 
  - Sandra Milo[4], alla carriera
  - Diego Abatantuono
  - Monica Bellucci
  - Gigi Proietti, alla memoria
- 2022: 
  - Giovanna Ralli[5], alla carriera
  - Sabrina Ferilli
  - Antonio Capuano
- 2023: 
  - Marina Cicogna, alla carriera
  - Isabella Rossellini
  - Enrico Vanzina
- 2024:
  - Milena Vukotic, alla carriera
  - Giorgio Moroder, alla carriera
  - Vincenzo Mollica
- 2025:
  - Pupi Avati, alla carriera
  - Ornella Muti[6]
  - Timothée Chalamet[7]
  - Giuseppe Tornatore[8]
  - Sergio Mattarella[9]